# Fuller Rock
Der Fuller Rock ist ein vom Meer überspülter Klippenfelsen vor der Fallières-Küste des Grahamlands auf der Antarktischen Halbinsel. Er liegt an der Nordseite der Faure-Passage inmitten der Marguerite Bay.
Namensgeber ist Leutnant Andrew Clement Fuller (* 1949) von der Royal Navy, der 1973 die Vermessungen in diesem Gebiet mit der RRS John Biscoe leitete.